# Fire (альбом Wild Orchid)
Fire ― третий альбом Wild Orchid, выход которого планировался на 19 июня 2001 года. Это был последний релиз группы со Стейси Фергюсон и лейблом RCA Records.

## Производство
Альбом был записан с 1999 по 2000 год, причем несколько треков были написаны в соавторстве и спродюсированы участником 'N Sync Джейси Шазе, Оливером Лейбером, Робби Невиллом и шведским Epicenter. Стефани Ридель рассказала журналу Billboard: Альбом стал легче, веселее и больше соответствует тому, как мы относимся к самим себе. Она также заявила, что альбом будет наполнен энергией и духом по сравнению с двумя предыдущими альбомами группы, которые, по её мнению, были чрезмерно серьёзными.

## Выпуск
Продвижение альбома началось ещё в 1999 году, когда группа была в разгаре записи. Они исполнили «World Without You» и «Candle Light» на разогреве в туре Шер, а также у группы 'N Sync. Песня «It's All Your Fault» прозвучала в фильме «Чего хотят женщины».
Релиз Fire планировался на август 2000 года, и в его поддержку группа должна была выступить на разогреве в туре 'N Sync No Strings Attached. К сожалению, Стейси Фергюсон в то время пристрастилась к кристаллическому метамфетамину, и из-за этого группе пришлось отменить гастрольные планы с 'N Sync, а дата выхода Fire была перенесена на 19 июня 2001 года.
Песня «Stuttering (Don't Say)» была выпущена в качестве ведущего сингла альбома 8 мая 2001 года. Группа гастролировала с другими молодёжными поп-группами и выступала в клубах и небольших площадках с мая по август 2001 года. У группы даже был специальный концерт под названием Shoutback!, который был записан на пленку 8 апреля 2001 года и транслировался каналом MuchUSA 29 июля 2001 года. Во время специального мероприятия группа исполнила несколько песен из Fire, а также из альбомов Wild Orchid и Oxygen. Кроме того, радиостанция KDME в Миннеаполисе 28 мая 2001 года провела концерт, в котором приняли участие не только Wild Orchid, но и Black Eyed Peas, участником которой позже стала Стейси Фергюсон.

## Трек-лист
1. «Stuttering (Don't Say)» (Alex Cantrall, Sander Selover, Jon Von) - 3:59
2. «Just Another Girl» (JC Chasez) - 3:37
3. «Do Me Right» 3:22
4. «Simon Sez» (Written by Stacy Ferguson, Stefanie Ridel and Renee Sands) - 3:47
5. «It's All Your Fault» (Written by Robbie Nevil, Joey Schwarz) - 4:04
6. «World Without You» 4:46
7. «It's Only Your Love» 3:37
8. «Fire» (Chasez) - 3:29
9. «A Little Bit of Lovin» 4:24
10. «Candle Light» 4:14
11. «You Knew» (David Nicoll, Chasez) - 4:02
12. «One Moment» (Bob DiPiero, Ferguson, Ridel, Sands) - 3:57

## Чарты
Singles - Billboard (North America)
| Год  | Сингл                    | Чарт              | Позиция |
| ---- | ------------------------ | ----------------- | ------- |
| 2001 | "Stuttering (Don't Say)" | Mainstream Top 40 | 33      |